# ヒライ (岡山県)
株式会社 ヒライ（英文社名：Hirai Co.,Ltd.）は、かつて存在した岡山県御津郡御津町（現・岡山市北区）に本社を置くスーパーマーケットチェーン。ニチイ系のボランタリー・チェーンであるニッポン・アライド・チェーンに加盟していた。

## 概要
1917年に創業。1952年に会社を設立した。
1976年に中鉄興産がデベロッパーとして開発した御津ショッピングセンターに出店。この際ヒライが加盟していたニッポン・アライド・チェーンに支援を仰ぎ、文具・おもちゃの部門を増やしたり、精肉のアイテム数を増やしたりするといった対応をとった。このような商品政策が功を奏し、出店前の1973年度の売上高が1億8000万円だったのに対し、1976年度の売上高は4億8000万円、1977年度は8億6000万円と大きく売上高を伸ばした。1970年代は他にも久米南町や山陽町など岡山県中部地域に相次いで出店した。
1980年代前半は業績が伸び悩み、売上高は10億円程度と横ばいで推移した。1980年代後半に入ると、同業他社が商圏内に進出し、売上高が1986年度は8億9100万円、1987年度は8億5200万円、1988年度は8億5400万円と低迷した。1989年、御津町に商業施設ファミリータウンサンリバーの出店を表明するも、1990年に業績悪化・資金調達難のため投資が実行できなくなり出店計画を取り下げた。

## 沿革
- 1917年（大正6年）4月1日 - 創業[2][12]。
- 1952年（昭和27年）3月 - 御津町金川に資本金90万円で有限会社を設立[3]。
- 1963年（昭和38年） - 株式会社へ組織変更[3]。
- 1973年（昭和48年）4月29日 - 暮しの店福渡店開店[3][13]。
- 1976年（昭和51年）12月15日 - 御津ショッピングセンター内に暮しの店御津店を開店[13]。
- 1978年（昭和53年）4月28日 - 暮しの店弓削店開店[3][13]。
- 1979年（昭和54年）5月3日 - 暮しの店山陽店開店[14]。
- 1980年（昭和55年）8月 - 暮しの店山陽店閉店[3]。
- 1989年（平成元年）2月 - 御津町にファミリータウンサンリバーの出店を表明[10]。大規模小売店舗法に基づく届出を行う[15]。
- 1990年（平成2年）9月 - ファミリータウンサンリバーの出店計画を取り下げ[11]。

## 店舗

### かつて存在した店舗
御津郡御津町（現・岡山市）
暮しの店金川店 - 御津郡御津町大字金川110-1。売場面積は1395m2→1495m2→1321m2。御津ショッピングセンターの核店舗であった。
御津郡建部町（現・岡山市）
暮しの店福渡店 - 御津郡建部町福渡465。売場面積は695m2。
久米郡久米南町
暮しの店弓削店 - 久米郡久米南町下弓削380。売場面積は500m2→715m2。弓削ショッピングセンターに出店していた。
赤磐郡山陽町（現・赤磐市）
暮しの店山陽店 - 赤磐郡山陽町山陽団地1-5。売場面積は570m2。

### 出店を断念した店舗
ファミリータウンサンリバー - 御津郡御津町大字宇垣字中島1631-1番地外。届出では鉄骨造一部2階建で、店舗面積2925m2、そのうち核店舗のヒライは2018m2の計画であった。事前商調協で店舗面積2200m2で結審したが、ヒライの業績悪化により新規投資ができないとして1990年に出店計画を取り下げた。